# Дункан, Рэй
Раймонд Туми Дункан (23 октября 1930 года — 9 октября 2015 года) — американский предприниматель и виноторговец. Основатель компании Duncan Oil и в 1972 году совместно с Джастином Мейером — компании Silver Oak Cellars.

## Биография
Дункан родился в штате Индиана в 1930 году. Учился в университете Нотр-Дам, который окончил в 1952 году.
В 1958 году Дункан переехал в Дуранго (штат Колорадо), чтобы помочь отцу в разведке нефтяных и газовых запасов. Создал компанию Duncan Oil, потом в 1968 году перенес свою штаб-квартиру в Денвер. В 1965 году основал в Дуранго горнолыжный курорт и занимался организацией горнолыжной индустрии в Колорадо. Впоследствии стал председателем совета директоров курорта.
В 1970-х годах Дункан начал покупать землю для посадки виноградников. У него не было первоначального намерения заниматься винным бизнесом.
В 1972 году Дункан приобрел молочную ферму около Оквилла, в известной своими виноградниками долине Напа. Здесь Дункан выстроил винные погреба Silver Oak Cellars. Дункан и его компаньон Мейер приняли решение производить вино Каберне-совиньон. Вино выдерживалось исключительно в бочках из американского дуба в течение 25 месяцев и хранилось дополнительно 15-20 месяцев в бутылках перед продажей..
Благодаря росту компании начиная с  1977 года в 1980-х и начале 1990-х годов были приобретены дополнительные виноградники. Компания стала одной из самых успешных в производстве вин Каберне-совиньон 1980-х годов. В январе 2001 года соучредитель Джастин Мейер продал свою долю компании Дункану.
В 2000-х годах Дункан участвует в многочисленных благотворительных акциях, предоставил инвестиции археологическому центру Кроу-Каньона, основал гольф-клуб Касл-Пайнс. Он умер в Денвере в возрасте 84 лет.

## Семейный бизнес и наследство
Дункан имел четырех сыновей — Майкла, Кевина, Тима и Дэвида. Дэвид Дункан является Президентом и CEO Duncan Oil. Два сына служат управляющими партнерами второй винодельческой компании Twomey Cellars, которую Рэй Дункан также основал со своими четырьмя сыновьями.

## Примечание
1. 1 2  Colorado Business Hall of Fame: Ray Duncan. ColoradoBiz (1 января 2012). Дата обращения: 19 марта 2013. Архивировано 6 февраля 2016 года.
2. 1 2 3 4  The cult of Cabernet: Silver Oak Cellars soars with single-minded niche.(Silver Oak Wine Cellars)(Company overview). ColoradoBiz, accessed via HighBeam Research (1 сентября 2007). Дата обращения: 19 марта 2013. Архивировано из оригинала 11 июня 2014 года.
3. ↑  Durango Mountain Resort. Colorado Ski Resort. Дата обращения: 19 марта 2013. Архивировано 13 октября 2011 года.
4. ↑  Moss, Austin Peter. Cole's insiders guide to the wines & vines of Napa County (англ.). — Cole Pub. Co., 1991. — P. 222. — ISBN 978-0-929635-06-4.
5. ↑  Martin, Don W.; Martin, Betty Woo; Sebastiani, Sam. The Best of the Wine Country (неопр.). — DiscoverGuides, 2005. — С. 138. — ISBN 978-0-942053-43-2.
6. ↑  Lenkert, Erika. Frommer's Portable California Wine Country (англ.). — John Wiley & Sons, 2006. — P. 59. — ISBN 978-0-470-04313-4.
7. ↑  Jennings, Richard. Silver Oak: Reappraising a California Cabernet Icon. Huffington Post (6 июня 2012). Дата обращения: 19 марта 2013. Архивировано 11 ноября 2013 года.
8. ↑  Dorling, Kindersley; Gordon, Jim. The Wine Opus (неопр.). — Dorling Kindersley Limited, 2010. — С. 37. — ISBN 978-1-4053-5267-3.
9. ↑  Quarterly Review of Wines (неопр.). — Richard L. Elia, 2005. — С. 54.
10. ↑  Justin Meyer Sells Share Of Silver Oak Wine Cellars. Wines & Vines, accessed via HighBeam Research (1 февраля 2001). Дата обращения: 19 марта 2013. Архивировано из оригинала 11 июня 2014 года.
11. ↑  Justin Meyer's legacy to California wine. Wines & Vines, accessed via HighBeam Research (1 ноября 2002). Дата обращения: 19 марта 2013. Архивировано из оригинала 11 июня 2014 года.
12. ↑  Silver Oak founder Ray Duncan dies. San Francisco Chronicle. Дата обращения: 10 октября 2015. Архивировано 10 октября 2015 года.
13. ↑  The cult of cabernet. ColoradoBiz, accessed via HighBeam Research (22 мая 2009). Дата обращения: 19 марта 2013. Архивировано из оригинала 10 января 2012 года.
14. ↑  Uncorked: Here’s to 40 more years of Silver Oak. The Anniston Star (22 августа 2012). Дата обращения: 19 марта 2013. Архивировано из оригинала 10 апреля 2013 года.